# George W. Towns

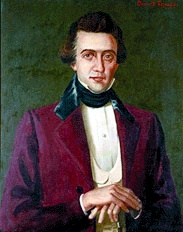
George Towns

George Washington Bonaparte Towns (* 4. Mai 1801 im Wilkes County, Georgia; † 15. Juli 1854 in Macon, Georgia) war ein US-amerikanischer Politiker und von 1847 bis 1851 Gouverneur des Bundesstaates Georgia, den er außerdem im Kongress vertrat.

## Herkunft und Ausbildung
George Towns war der Sohn einer aus Virginia nach Georgia eingewanderten Familie. Nach der Grundschule begann der junge George zunächst ein Medizinstudium in Eatontown. Eine Verletzung setzte diesem Studium ein Ende und George zog nach Montgomery (Alabama). Dort erwarb er ein Wirtshaus und studierte Jura. 1824 wurde er dort als Rechtsanwalt zugelassen. Er praktizierte zunächst in Montgomery und dann in Talbotton (Georgia).

## Politischer Aufstieg
In Talbotton fasste er sehr schnell Fuß und wurde Oberst der örtlichen Miliz. 1829 wurde er in das Repräsentantenhaus von Georgia gewählt; zwischen 1832 und 1834 war er Staatssenator. Zu diesem Zeitpunkt war er ein treuer Anhänger von Präsident Andrew Jackson und dessen Demokratischer Partei. Er erklärte sich selbst zum Gegner von John C. Calhoun und erteilte allen separatistischen Bestrebungen in Georgia eine Absage. Nach seiner Wahl in das US-Repräsentantenhaus nahm er dort 1835 seinen Sitz ein. Im September 1836 trat er überraschend von diesem Mandat zurück. Als Grund gab er an, im Falle eines Patts bei der anstehenden Präsidentenwahl nicht in eine Zwickmühle geraten zu wollen, falls der Kongress den Präsidenten wählen müsse und er aufgrund von politischen Zwängen einen gegnerischen Kandidaten wählen müsste. Dieser Fall trat 1836 nicht ein. Martin Van Buren wurde mit klarer Mehrheit zum Präsidenten gewählt, aber Towns hatte seinen Sitz im Kongress verloren. Sein Nachfolger wurde mit Julius Caesar Alford ausgerechnet ein Kandidat der gegnerischen Whigs. Sein Rücktritt kostete ihn in Georgia viel Sympathien unter den Anhängern der Demokratischen Partei. Trotzdem schaffte er 1837 erneut den Sprung in den Kongress.

## Politische Kehrtwende
In den nun folgenden zwei Jahren im Repräsentantenhaus vollzog Towns einen grundsätzlichen Gesinnungswandel. Bis zu diesem Zeitpunkt hatte er stets die Bundesregierung in Washington unterstützt und war gegen alle separatistischen Bestrebungen der Einzelstaaten eingetreten. Nun wandte er sich mehr und mehr von dieser Position ab und wurde in zunehmendem Maß ein Verfechter der Rechte der Einzelstaaten gegenüber dem Bund. 1839 zog er sich vorübergehend aus der Politik zurück und praktizierte wieder als Rechtsanwalt in Talbotton. 1846 kehrte er aber in den Kongress nach Washington zurück. Hier unterstützte er, wie die meisten Südstaatler, die Expansionspolitik von Präsident James K. Polk.

## Gouverneur von Georgia
1847 bewarb sich Towns um das Amt des Gouverneurs von Georgia. Im Wahlkampf lobte er Präsident Polks Expansionspolitik und sprach sich, wie die meisten Politiker des Südens, gegen den sogenannten Wilmot Proviso aus. Dieser sah ein Verbot der Sklaverei in den neu erworbenen Gebieten der USA vor. Mit Unterstützung der radikalen Südstaatler schaffte Towns die Wahl und zwei Jahre später auch den Sprung in eine zweite Amtszeit. In seiner Amtszeit als Gouverneur trat er nun entschieden für die Positionen der Südstaaten, einschließlich der Sklaverei, ein. Außerdem förderte er den Ausbau des Eisenbahnnetzes der Western and Atlantic Railroad in Georgia. Er baute das Gesundheitswesen aus und reformierte das Gefängniswesen. Schließlich beauftragte er eine Kommission mit der Planung von kostenlosen öffentlichen Schulen.
Über allem aber stand seine konservative Haltung in der Frage der Sklaverei. Den Kompromiss von 1850 lehnte er entschieden ab. Im Dezember 1850 berief er eine Versammlung in Georgia ein um eine Abspaltung des Landes von der Union beschließen zu lassen. Er sah die Bundesregierung in Washington als Instrument der Nordstaaten und Abolitionisten, die nur die Vernichtung der Südstaaten im Auge hätte. In der Versammlung fand sein Vorschlag aber keine Mehrheit: Georgia blieb in der Union und unterstützte sogar den Kompromiss von 1850. Dieses Ergebnis war für Towns eine herbe politische Niederlage. Seine radikalen Positionen in dieser Frage fanden zu jener Zeit noch nicht die Unterstützung seiner Landsleute. Zehn Jahre später allerdings schloss sich Georgia dann doch den anderen Südstaaten an und verließ die Union, was dann zum Ausbruch des amerikanischen Bürgerkrieges führte.
Nach ihm ist Towns County in Georgia benannt.

## Lebensabend und Tod
Nach dem Ende seiner Amtszeit im Jahr 1851 zog Towns nach Macon und nahm seine Tätigkeit als Anwalt wieder auf. Gleichzeitig betrieb er eine große Baumwollplantage mit über 50 Sklaven. Seit 1852 wurde er von einer paralytischen Krankheit schwerbehindert. Er starb im Juli 1854 in Macon.
Seit 1837 war er in zweiter Ehe mit Mary Jones Towns verheiratet. Das Paar hatte fünf Töchter und zwei Söhne. Seine erste Frau Margaret Jane Campbell war 1826 nur wenige Wochen nach der Hochzeit gestorben.